# Nowohryhoriwka (rejon heniczeski)
Nowohryhoriwka (ukr. Новогригорівка) – wieś na Ukrainie, w obwodzie chersońskim, w rejonie heniczeskim, w hromadzie Heniczesk. W 2001 liczyła 2408 mieszkańców, spośród których 578 wskazało jako ojczysty język ukraiński, 1819 rosyjski, 3 mołdawski, a 8 ormiański.